# Esmeraldas (ort)
Esmeraldas är en ort i Brasilien.   Den ligger i kommunen Esmeraldas och delstaten Minas Gerais, i den sydöstra delen av landet, 600 km sydost om huvudstaden Brasília. Esmeraldas ligger 755 meter över havet och antalet invånare är 103 206.
Terrängen runt Esmeraldas är platt åt sydväst, men åt nordost är den kuperad. Det finns inga andra samhällen i närheten.
Omgivningarna runt Esmeraldas är huvudsakligen savann. Runt Esmeraldas är det tätbefolkat, med 550 invånare per kvadratkilometer.